# Virus de la rabia
El virus de la rabia es una especie tipo del género Lyssavirus.

## Clasificación
El virus de la rabia es un miembro del género Lyssavirus: género de virus ARN que incluye también los "virus Aravan", Lysavirus australiano de murciélago, virus Duvenhage, lisavirus de los murciélagos europeos 1 que contamina, lisavirus de los murciélagos europeos 2, virus Irkut, virus Khujand, virus de los murciélagos de Lagos, virus Mokola y el virus de los murciélagos del Cáucaso oeste.

## Estructura

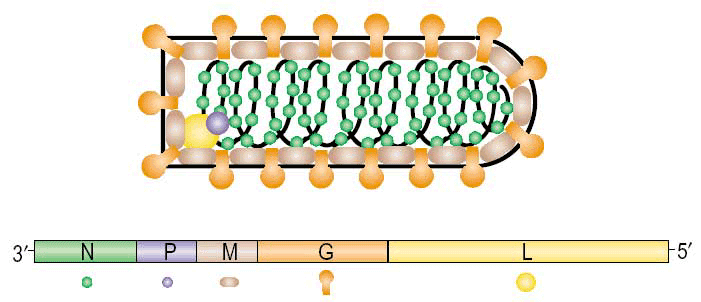
Esquema de la estructura del virus de la rabia

Los Lyssavirus tienen simetría helicoidal  por lo que sus partículas infecciosas son aproximadamente cilíndricas. Esta forma es típica de los virus infectantes a vegetales; en los virus infectantes a humanos y otros mamíferos es más común la simetría cúbica, teniendo formas aproximadamente poliédrica regular.  Los cuerpos negros en las neuronas infectadas son patognomónicos.
El virus tiene una forma de bala con una longitud de cerca de 180 nm y un diámetro de aproximadamente 75 nm . Un borde es redondeado o cónico y el otro es plano o aún cóncavo. La envoltura de  lipoproteína transporta espículas compuestas de glicoproteína G.  Esas espículas no cubren la parte final del virion (partícula viral). La membrana exterior o la capa proteica matriz (M) pueden estar invaginada en el borde plano. El corazón del virion consiste en ribonucleoproteína helicoideal.

## Genoma
El genoma es lineal no segmentado con ARN antisentido.  También presenta en el nucleocapsido que es ARN dependiente del ARN transcriptasa y tiene algunas proteínas estructurales.

## Ciclo de vida
Desde la fuente de entrada vía herida o magulladura, el virus de la rabia viaja rápidamente a lo largo de caminos neurales hacia el sistema nervioso central. Desde allí, los virus se expanden hacia otros órganos. Las glándulas salivales localizadas en tejidos bucales y mandibulares reciben concentraciones altas víricas, posibilitando su contagio interpersonal. Una fatalidad puede ocurrir dentro de los dos días hasta los cinco años de la inicial infección vírica.